# Dialeurolonga ambilaensis
Dialeurolonga ambilaensis là một loài côn trùng cánh nửa trong họ Aleyrodidae, phân họ Aleyrodinae.
Dialeurolonga ambilaensis được Takahashi miêu tả khoa học đầu tiên năm 1955.